# スパナット・ラオハパーニッチ
スパナット・ラオハパーニット（タイ語: ศุภณัฐ เลาหะพานิช、英語: Supanut Lourhaphanich、1993年5月13日 - ）は、ナット（タイ語: นัท; ณัฐ、英語: Nut）という愛称で知られるタイの俳優、歌手。2020年に放送されたテレビドラマシリーズ『Oxygen』に出演したことで注目を集めた。

## 人物
1993年5月13日にタイで一人息子として生まれる。中学生まではラグビーを、その後スカッシュをしていた。ランシット大学コミュニケーションアーツ学部マーケティングコミュニケーション(IMC)を専攻した。友人からは「チーテン」や「チー」という愛称で呼ばれている。かなりのゲーマーで幼稚園の頃からゲームをしており、2017年には「ラグナロク タイ選手権2017」で優勝したが、一日中ゲームをしていたことで背中を痛めた。ゲーム以外では、時間があるときに他の州に旅行に行き写真を撮っている。当初はドラマや映画などを全く見なかったが、23歳の頃にKai Warayuthに誘われたことで芸能界入りしたものの、ゲームのし過ぎで姿勢が悪かったため姿勢を矯正するところから始めなければならなかった。 両親が離婚しており、ナットは母親と共に住んでいる。
プライベートブランド「coet」にてアパレル商品を展開している。
ファンダム名は「Aries（アリエス）」で、おひつじ座を意味する。これはナットがおひつじ座であることと、ファンに星のように輝いていて欲しいこと、常に自分と共にいてほしいとの願いを込めてつけられ、2020年12月10日に開催されたファンミーティングで発表された。

## 略歴
2015年に「Elle fashion week 2015」に出演した。 また同年タナチャート銀行のプロジェクトに参加し短編ドラマに出演した。
2018年にチャンネル3で放送されたテレビドラマシリーズ『デッドピックナンファー（タイ語: เด็ดปีกนางฟ้า）』に日本とタイのハーフのカイリ役で出演し本格的に俳優デビューした。その後『My Engineer〜華麗なる工学部〜』に、後に『Oxygen』で共演するペッチと共に出演予定であったがキャスト変更により結局出演しなかった。
2020年に『Oxygen』に主役のソロとして出演したことでよく知られるようになった。

## フィルモグラフィー
| 年   | 題名                   | 原題                            | 役割   | Ref.   |
| ---- | ---------------------- | ------------------------------- | ------ | ------ |
| 2018 | デッドピックナンファー | เด็ดปีกนางฟ้า                      | カイリ | [ 1 ]  |
| 2020 | Oxygen                 | Oxygen The Series ดั่งลมหายใจ     | ソロ   | [ 9 ]  |
| 2022 | Something in My Room   | ผมกับผีในห้อง Something in My Room | ホップ | [ 10 ] |

## ディスコグラフィー
| 年   | タイトル                      | 備考                   | Ref.   |
| ---- | ----------------------------- | ---------------------- | ------ |
| 2020 | MY OXYGEN                     | 『Oxygen』テーマソング | [ 11 ] |
| 2021 | เช้านี้ Be My Girl（チャオニー） |                        | [ 12 ] |

## ファンミーティング
| 年   | ファンミーティング名       | 開催日   | 場所                                        | Ref.   |
| ---- | -------------------------- | -------- | ------------------------------------------- | ------ |
| 2020 | Supanut 1st Mini Fan Party | 12月10日 | メジャー・シネプレックス - ラチャヨーティン | [ 13 ] |